# Бача бази
Бача бази (пашт. بچه بازی; дословно „дечачка игра“) односи се на педерастијску праксу у Авганистану у којој мушкарци експлоатишу и поробљавају дечаке ради забаве и/или сексуалног злостављања. Мушкарац који експлоатише дечака назива се бача баз (дословно „играч дечака“). Типично, бача баз приморава бачу (дечака) да се облачи у женску одећу и плеше ради забаве. Наводи се да се пракса наставља и до данас, 2025. године.
Дечаци често долазе из рањивих и сиромашних породица, без рођака и са улица, или су чак отети од својих породица. У неким случајевима, породице које се суочавају са екстремним сиромаштвом или глађу могу се осећати примораним да продају своје младе синове бача базу или да дозволе да буду „усвојени“ у замену за храну или новац. Суочени са друштвеном стигмом и сексуалним злостављањем, млади дечаци, који често презиру своје отмичаре, боре се са психичким последицама злостављања и пате од емоционалне трауме, што укључује и окретање дрогама и алкохолу.
Бача бази пракса је била забрањена током периода Исламске Републике Авганистан. Ипак, била је широко практикована. Сила и принуда били су уобичајени, а безбедносни званичници Исламске Републике Авганистан изјавили су да нису у стању да окончају такве праксе и да су многи мушкарци бача бази били моћни људи и добро наоружане ратне вође. Закони су ретко примењивани против моћних преступника, а полиција је наводно била саучесник у неким злочинима. Према авганистанском закону, уколико се мушкарац пронађе кривим за практиковање бача бази следи му смртна казна. Међутим, дечаци су некада били ти који би били оптужени, а не починиоци. Бача бази носи смртну казну према талибанском закону. Члан 170 првог Општег кривичног закона Авганистана, који је усвојен 1921. године и предвиђао је новчану и затворску казну за држање бача, био је први закон о бача базију у историји модерног Авганистана.

## Историја
Према немачким истраживачима, пракса бача бази у данашњем Авганистану била је широко призната до 13. века. Данас је Авганистан једно од ретких места где је бача бази очувана у јавној свести. Многи стручњаци сматрају да су сиромаштво, екстремна родна сегрегација и рат њени главни покретачи. Бројна етнографска истраживања помињу да је пракса широко распрострањена у северним, јужним и источним регионима Авганистана. Лорд Керзон, који је посетио двор Абдур Рахмана Кана крајем деветнаестог века, назива „плесаче дечаке“ „врло омиљеном забавом Авганистану“; а Џон Алфред Греј, британски лекар који је служио као емиров хирург почетком 1890-их, описује сцену дванаест дечака, „узраста од око тринаест до четрнаест година“, са дугом косом и у девојачкој хаљини, који плешу на двору. Махмуд Тарзи, водећи интелектуалац тог времена, такође у својим мемоарима помиње присуство и базангара (плесача) и канчина (плесачица) на јавним окупљањима у Кабулу крајем 19. века.
Члан 170 првог Општег кривичног законика Авганистана, који је усвојен 1921. године и који је предвиђао новчану и затворску казну за држање бача, био је први закон о бача базију у историји модерног Авганистана.
Етномузиколог Џон Бејли је прокоментарисао да организовање окупљања са бачама није било дозвољено у Херату 1970-их, углавном зато што су на таквим догађајима често избијале насилне туче. Немачка етнографска истраживања, спроведена 1970-их, уочила су широко распрострањену праксу плесача дечака или бачабозлика међу узбечким становништвом у северном Авганистану. Истраживање је открило да су такви ставови били присутни међу авганистанским интелектуалцима, који су или „порицали постојање феномена у Авганистану или међу сопственом етничком групом“ или су га повезивали са неписменошћу, родном сегрегацијом и ограниченим сексуалним могућностима руралних подручја. Док је размена неколико пољубаца и миловања била дозвољена између бача и бача база, ниједан сексуални однос није био дозвољен, или би веза нагло прекинута.
Према речима стручњака за међународне односе Лаше Чантуридзеа, не постоје поуздани подаци о бача базију током социјалистичке ере или о начину на који су Совјети поступали са њим током својих војних операција. Чантуридзе сугерише да - пошто су Совјети погубили починиоце сличних пракси у Централној Азији током 20-их и 30-их година — вероватно нису толерисали ту праксу ни у Авганистану. Међутим, бача бази су практиковале снаге које је подржавао Запад, укључујући муџахедине, а касније и теренске команданте у Северној алијанси. Међу муџахединима, држање малолетних мушких регрута (тзв. „чај дечаци“) ради сексуалног ропства сматрано је статусним симболом.
Бача бази је забрањен од стране талибана након њиховог доласка на власт и увођења шеријатског закона 1996. године. Талибани су практично искоренили ову праксу оштром репресијом против оних који су се њоме бавили. Међутим, пракса је доживела оживљавање након свргавања талибана 2001. године, како због повратка власти бивших муџахединских команданата, тако и због широко распрострањеног безакоња.
Студија коју је објавила Независна комисија за људска права Авганистана (AIHRC) открила је да је 78% мушкараца који практикују бача бази ожењено. Неки Авганистанци верују да бача бази крши исламски закон јер је хомосексуалне природе; други верују да ислам забрањује мушкарцу само сексуалне односе са другим мушкарцем, али не и са дечаком.
Године 2011, у споразуму између Уједињених нација и Авганистана, Радика Кумарасвами и авганистански званичници потписали су акциони план којим обећавају окончање ове праксе, заједно са спровођењем других заштитних мера за децу. Године 2014, Сураја Субхранг, комесарка за права детета у националној Независној комисији за људска права Авганистана, изјавила је да су се подручја у којима се практикује бача бази повећала. До 2017. године, авганистанском закону су недостајале јасне дефиниције или одредбе за решавање ове праксе. Нови кривични законик ступио је на снагу у фебруару 2018. године, који садржи посебне одредбе за кажњавање починилаца који су умешани у бача бази.
Године 2022, након повратка талибана на власт након повлачења војске Сједињених Држава из Авганистана, објављено је да се злостављање наставља у обновљеном Исламском Емирату, а талибански званичници су оптужени за учешће у бача базију и криминализацију жртава. Према извештају Глобалне иницијативе против транснационалног организованог криминала из 2022. године, очекује се да ће се ова пракса наставити и потенцијално проширити. Поред тога што неки талибански команданти наводно држе бача, талибанска забрана музике и плеса изгледа да је ову праксу гурнула даље у илегалу, што је још више отежало идентификацију или заштиту жртава.

### Формирање талибана
Према неким извештајима, пракса бача бази од стране ратних вођа била је један од кључних фактора у мобилизацији талибана од стране Мухамеда Омара. Наводно, почетком 1994. године, Омар је предводио 30 људи наоружаних са 16 пушака да ослободе две младе девојке које је киднаповао и силовао ратни вођа, обесивши га о цев тенковског топа. Још један случај се догодио када су се 1994. године, неколико месеци пре него што су талибани преузели контролу над Кандахаром, два команданта милиције сукобила око дечака кога су обојица желели да содомизују. У насталој борби, Омарова група је ослободила дечака; убрзо су стигли апели Омару да интервенише у другим споровима. Његов покрет је добио на замаху током године и он је брзо окупио регруте из исламских школа, укупно 12.000 до краја године, уз неке пакистанске добровољце.
Иако је у почетку остао тих и фокусиран на наставак студија током авганистанског грађанског рата, Омар је постајао све незадовољнији оним што је доживљавао као фасаду у земљи, укључујући и праксу бача бази, што га је на крају подстакло да се врати борби у грађанском рату. Године 1994, Омар је, заједно са верским студентима у Кандахару, формирао талибане, који су до 1996. године изашли као победници над другим авганистанским фракцијама. Омар је предводио Талибане да формирају сунитску исламску теократију на челу са Врховним саветом, познатим као Исламски Емират Авганистана, који је строго спроводио шеријат.
Након што се Мохамед Наџибула повукао, земља је запала у хаос док су се разне муџахединске фракције бориле за потпуну контролу над Авганистаном. Омар је 1994. године сањао сан у којем му је жена рекла: „Потребна нам је твоја помоћ; мораш се подићи. Мораш окончати хаос. Бог ће ти помоћи.“ Омар је започео свој покрет са мање од 50 наоружаних ученика медресе који су једноставно били познати као талибани (паштунски за „ученике“). Његови регрути су долазили из медреса које се налазе у Авганистану и авганистанских избегличких кампова који су се налазили преко границе у Пакистану. Борили су се против раширене корупције која се појавила током периода грађанског рата и у почетку су их поздравили Авганистанци који су били уморни од владавине ратних вођа. Изгледа да се Омару мучило злостављање деце од стране ратних вођа и окренуо се против њихове власти у планинском Авганистану од 1994. године па надаље.

## Модерни примери
Компанија Clover Films и авганистански новинар Наџибула Кураиши направили су документарни филм под називом The Dancing Boys of Afghanistan о овој пракси, који је приказан у Великој Британији у марту 2010. године, а емитован у САД следећег месеца. Новинар Николас Грејам из листа „Хафингтон пост“ похвалио је документарац као „фасцинантан и застрашујући“. Филм је освојио награду за документарни филм на додели награда Амнести интернешенела у Великој Британији за медије 2011. године.
Пракса бача бази подстакла је Министарство одбране Сједињених Држава да ангажује социолога АнаМарију Кардинали да истражи проблем, јер су војници ИСАФ-а у патроли често пролазили поред старијих мушкараца који су ходали руку под руку са младим дечацима. Војници коалиције често су примећивали да млади авганистански мушкарци покушавају да их „додирну и милују“, што војници нису разумели зашто се дешава.
У децембру 2010. године, процурела дипломатска депеша открила је да су страни извођачи радова које је ангажовао амерички војни извођач радова DynCorp трошили новац на бача бази у северном Авганистану. Авганистански министар унутрашњих послова Мохамед Ханиф Атмар затражио је да америчка војска преузме контролу над центрима за обуку DynCorp-а као одговор, али је америчка амбасада тврдила да то није „правно могуће према уговору са DynCorp-ом“.
Године 2011, једна авганистанска мајка у провинцији Кундуз пријавила је да је њеног дванаестогодишњег сина две недеље везао за кревет командант авганистанске локалне полиције (АЛП) по имену Абдул Рахман и силовао. Када су га суочили са тим, Рахман се насмејао и признао. Након тога су га два војника америчких специјалних снага тешко претукла и избацила из базе. Војници су присилно одвојени од војске, али су касније враћени након дугог судског поступка. Као директан резултат овог инцидента, створен је закон под називом „Обавезујућа одговорност Америке да ограничи злостављање, немар и разврат“ или „Закон о Мартланду“ назван по нареднику специјалних снага прве класе Чарлсу Мартланду.
У децембру 2012. године, тинејџер, жртва сексуалне експлоатације и злостављања од стране команданта авганистанске граничне полиције, убио је осам стражара. Направио је отровани доручак који је дао стражарима, а затим их је, уз помоћ два пријатеља, напао, након чега су побегли у суседни Пакистан.
У документарцу из 2013. године, који је снимила телевизијска кућа Vice Media под називом „Овако изгледа победа“, британски независни филмски стваралац Бен Андерсон описује систематску отмицу, сексуално поробљавање и убиство младића и дечака од стране локалних снага безбедности у авганистанском граду Сангину. Филм приказује неколико сцена у којима Андерсон заједно са америчким војним особљем описује колико је тешко сарађивати са авганистанском полицијом с обзиром на очигледно злостављање и силовање локалне омладине. Документарац такође садржи снимак америчког војног саветника који се суочава са тадашњим вршиоцем дужности шефа полиције због злостављања након што је дечак упуцан у ногу након покушаја бекства из полицијске касарне. Када маринац предложи да се касарна претражи у потрази за децом и да се сваки полицајац за кога се утврди да се бави педофилијом ухапси и затвори, високи официр инсистира да је оно што се дешава између снага безбедности и дечака споразумно, рекавши да „[дечаци] воле да буду тамо и да се ноћу добро задовољавају“. Наставио је тврдећи да је ова пракса била историјска и неопходна, реторички питајући: „Ако [моји команданти] не јебу гузице тих дечака, шта би требало да јебу? Пичке својих баба?“
Године 2015, Њујорк тајмс је објавио да су амерички војници који служе у Авганистану добили инструкције од својих команданата да игноришу сексуално злостављање деце које спроводе авганистанске снаге безбедности, осим „када се силовање користи као ратно оружје“. Америчким војницима је наложено да не интервенишу – у неким случајевима, чак ни када су њихови авганистански савезници злостављали дечаке у војним базама, према интервјуима и судским записима. Међутим, амерички војници су све више забринути што уместо да елиминише педофиле, америчка војска их наоружава против талибана и поставља их за полицијске команданте села – и мало чини када су почели да злостављају децу. Војна адвокатица Ени Бери Брутон је прокоментарисала да су „и Пентагон и Бела кућа одбили да преузму одговорност за неактивност америчке владе и уместо тога пребацили кривицу на авганистанску владу“.
Према извештају који је у јуну 2017. године објавио Специјални генерални инспектор за обнову Авганистана, Министарство одбране САД је примило 5.753 захтева за проверу авганистанских снага безбедности, од којих су се неки односили на сексуално злостављање. Министарство одбране је истраживало 75 пријава о тешким кршењима људских права, укључујући 7 које се односе на сексуални напад на децу. Према писању листа „Њујорк тајмс“, који је расправљао о том извештају, амерички закон је захтевао да се војна помоћ прекине јединици која је починила прекршај, али се то никада није догодило. Официр америчких специјалних снага, капетан Ден Квин, смењен је са дужности у Авганистану након што се борио против команданта авганистанске милиције који је био одговоран за држање дечака као сексуалног роба.